# نظم فوق يومي

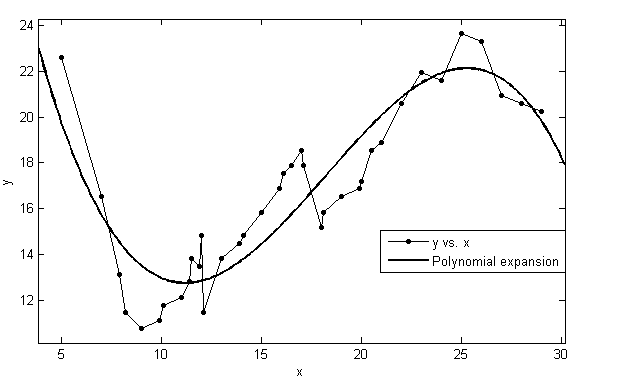

النظم فوق اليومي في علم الأحياء الزمني هي دورة أو فترة زمنية متكررة ضمن 24 ساعة (يوم كامل)؛ وهي بذلك تختلف عن النظم اليومي، الذي يكمل دورة واحدة في اليوم؛ وكذلك تختلف عن النظم تحت اليومي، الذي يكمل دورته لفترة زمنية تطول عن 24 ساعة.
يستخدم هذا المصطلح في عدة سياقات طبية، من بينها الأبحاث على النوم، للإشارة إلى المراحل المتكررة التي تطول من 90 إلى 120 دقيقة أثناء النوم.